# 基蘭·李察遜
基蘭·李察遜（英語：Kieran Edward Richardson，1984年10月21日—）是一名英格蘭足球運動員，出道於英格蘭超級足球聯賽球會曼聯，於曼聯期間曾租借予西布罗姆维奇，離開曼聯後轉投桑德兰及富咸。李察遜司職左中場，亦可出任左翼鋒、進攻中場、中路中場及左閘等位置。

## 球會生涯
曼聯
李察遜出生于伦敦格林威治。曾被譽為傑斯的接班人。原因是他們兩人的位置同屬左翼鋒，而且一樣是擅於高速推進。李察遜於2002年10月23日首次代表曼聯上陣，在欧洲冠军联赛出戰奥林匹亚科斯。並於11月5日在英格蘭聯賽盃對莱斯特城取得首個入球。
直至2004-05球季，李察遜才更多為曼聯上陣。上半季上陣九次及取得一個入球。
2005-06球季，李察遜拒絕再外借至西布朗，並多以左閘為曼聯上陣。2005年10月，李察遜跟續約四年。整個球季共為曼聯36次及取得6個入球。
但是到了06/07年賽季，李察遜的表現飽受曼聯球迷抨擊，更曾在對米杜士堡及樸茨茅夫的聯賽賽事中半場便被換走，兩場賽事最後均未能勝出，李察遜的不濟表現使他成為傳媒狠評的對象。雖然如此，他仍然獲得一面英超冠軍獎牌。
西布朗
於2005年年初，他被外借到當時正在護級的球隊西布朗，他在那裡成為了球隊的正選進攻中場，上陣12次並射入3個重要入球，最終協助球會成功護級。賽季完畢後，他並沒有留在西布朗，他選擇回到曼聯爭取正選位置。
新特蘭
2007年7月16日李察遜正式轉會新特蘭，轉會費約為550萬英鎊，簽約四年。不久，李察遜脊椎骨有舊患缺陣四個月。
2007年12月29日，李察遜在對中為新特蘭取得首個入球。在2008年10月，李察遜曾在對富勒姆的比賽中射罰球連中三次門柱不入及有一球被錯判不入。在10月25日，他在東北泰恩威爾打吡射入罰球，協助球隊自1980年以來首次出場取勝紐卡素。
在2009年1月，他受到及紐卡素的青睞，但被領隊沙比亞列為非賣品。
2012年8月18日，新特蘭作客對阿仙奴英超比賽為李察遜最後一場為新特蘭作賽。
富咸
2012年8月31日，英超球會富咸從新特蘭簽下李察遜，合約為期3年另加1年優先續約權，轉會費未有透露。
阿士東維拉
2014年7月17日，英超球會阿士東維拉從降落英冠作賽的富咸簽入李察遜，轉會費金額未有透露，合約為期兩年。

## 國家隊生涯
在2005年英格蘭國家隊的美國之旅當中，李察遜被召入隊，他首次代表國家隊上陣對美國便射入兩個入球。
他於2007年年中入選了該年的21歲以下歐洲錦標賽的英格蘭代表隊大軍。可惜在大賽前的熱身賽，李察遜的表現非常失色，而且被傳媒批評過份「獨食」。至大賽開始後的第一場賽事，英格蘭在爆冷的情況下被捷克逼和，李察遜的表現與球隊格格不入兼欠缺互動，他於比賽中途被領隊換走，並憤憤不平地即時返回更衣室。賽後英國傳媒指出皮雅斯不滿該名前曼聯翼鋒於比賽中過份「獨食」，更非常不滿他被換出後的反應，與李察遜關係經已破裂。

## 榮譽
曼聯
- 英格蘭超級足球聯賽
  - 冠軍 (1)：2006/07年；
  - 亞軍 (1)：2005/06年；
- 英格蘭足總盃
  - 亞軍 (1)：2007年；
- 英格蘭聯賽盃
  - 冠軍 (1)：2006年；
- 英格蘭社區盾
  - 冠軍 (1)：2003年；
  - 亞軍 (1)：2004年；

## 外部連結
- 足球数据库：基蘭李察遜的球员统计数据
- 基蘭李察遜新特蘭官方球員介紹 （页面存档备份，存于）
- 基蘭·李察遜於英格蘭國家隊資料 （页面存档备份，存于）